# 劉鈞貽
劉鈞貽（？—？），號蘭谷，順天府大興縣人，清朝政治人物。

## 生平
道光五年（1825年）乙酉科順天鄕試舉人，籤掣四川，歷任成都縣、灌縣、仁壽縣、石泉縣、岳池縣、梁山縣知縣，升合州知州。